# Rhaphidophora vietensis
Rhaphidophora vietensis är en insektsart som beskrevs av Andrej Vasiljevitj Gorochov 1999. Rhaphidophora vietensis ingår i släktet Rhaphidophora och familjen grottvårtbitare. Inga underarter finns listade i Catalogue of Life.